# Систем даљинског грејања
Систем даљинског грејања је систем грејања домаћинстава и индустријских објеката из једног центра. То може бити градски систем или систем снабдевања топлотном енергијом више насељених места - регије или читаве државе.

## Елементи система
Систем даљинског грејања је јединствен техничко-технолошки систем међусобно повезаних енергетских објеката који служи за производњу, пренос и дистрибуцију топлотне енергије. 
Систем чине: производни извор, топловодна мреже и топлопредајне станице где је:
- производни извор - систем постројења који претвара примарну енергију горива у топлотну енергију (топлана)
- топловодна мрежа - хијерархијски уређен систем цевовода и мерно регулационих уређаја који повезује производни извор и крајњег корисника. Може се поделити на:
  - преносна мрежа (преносни систем) - део система даљинског грејања који повезује производни извор и топлопредајне станице. Обухвата вреловод и примарну топловодну мрежу,
  - дистрибутивна мрежа (дистрибутивни систем)- део система даљинског грејања који чине топлопредајне станице и секундарне топловодне мреже за дистрибуцију топлотне енергије до објеката корисника грејања.
- топлопредајна станица (ТПС) обезбеђује испоруку топлотне енергије у унутрашње топлотне инсталације и уређаје корисника. Састоји се из прикључне и кућне подстанице

Систем даљинског грејања подразумева комуникацијску повезаност елемената система, мерење одређених параметара на одређеним тачакама (температура, проток, притисак), даљинско управљање системом, и очитавање параматара на свакој контролној тачки система. За ове потребе користе се различите врсте мерних уређаја, сензора, електромотора и др. електронских уређаја који се комуникацијским каблом или бежично повезују са рачунаром на коме се врши праћење и управљање системом.

## Субјекти система
- Произвођач топлотне енергије  је енергетски субјект који својим технолошким процесом производи топлотну енергију и исту предаје дистрибутеру топлотне енергије.
- Дистрибутер топлотне енергије - енергетски субјект који врши пренос, дистрибуцију и испоруку топлотне енергије и управља системом даљинског грејања. Дистрибутер је истовремено и снабдевач купаца топлотном енергијом.
- Купац - свако правно или физичко лице које има у влансиштву објекат прикључена на даљински систем грејања и од дистрибутера своје потребе купује топлотну енергију. Разликујемо две категорије купаца: 
  - Тарифни купац - купац који купује енергију за сопствене потребе по прописаном тарифном систему;
  - Квалификовани купац - купац који испуњава услове прописане Законом, купује енергију за сопствене потребе и који може слободно изабрати свог снабдевача енергије.

## Дистрибуција топлотне енергије
Дистрибутер топлотне енергије испоручује енергију користећи воду као медијум преноса, путем мреже топловода до објеката корисника, где мери количину испоручене енергије преко мерних уређаја који су постављени на месту предаје енергије. Код стамбених зграда где то није могуће, поставља се делитељ трошкова, који омогућава да се сразмерно изврши процена испоручене енергије по деловима самбене зграде.
- Мерни уређај - тополотно мерило, које непосредно мери испоручену топлотну енергију и основ је за обрачунавање испоручене топлотне енергије купцу.
- Делитељ трошкова  омогућава расподелу трошкова топлотне енергије, која је испоручена преко заједничког топлотног мерила у заједничкој прикључној подстаници за више купаца. Збир свих удела мора бити 100%.

## Spoljašnje veze
- Toplifikacija Požarevac